# MonotaRO
株式会社MonotaRO（モノタロウ、英: MonotaRO Co.,Ltd.）は、大阪府大阪市に本社を置く、事業者向け工業用間接資材の通信販売会社  。事業者向け「モノタロウ」と一般消費者向け「インターネットホームセンター IHC.MonotaRO」の直販ウェブサイトを運営していたが、2020年に個人ユーザー向けの「IHC.MonotaRO」を「モノタロウ」サイトに統合した。創業者は瀬戸欣哉。親会社はアメリカ合衆国で工業用間接資材の販売を行うW.W. Grainger, Inc。企業コンセプトは「現場を支えるネットストア」。

## 概要
社名は、同社で取り扱う間接資材が生産設備の『Maintenance, Repair and Operations』のため必要とされる事から、また「物足りる」、さらに不透明な業界慣習を退治する「桃太郎」、それぞれの意に依る。
およそ1,800万点余の商品をウェブサイトやカタログを通じて販売し、平日15時までの受注は当日に出荷する。
マスコットキャラクターの「モノタロウ侍」を配送用ダンボールなど随所にデザインしている。朝日放送ラジオ、MBSラジオ、ニッポン放送、TBSラジオ、J-WAVE、FM COCOLO、2017年3月31日まで文化放送でそれぞれラジオCM、2013年からテレビCMをそれぞれ放送している。

## 拠点
事務所

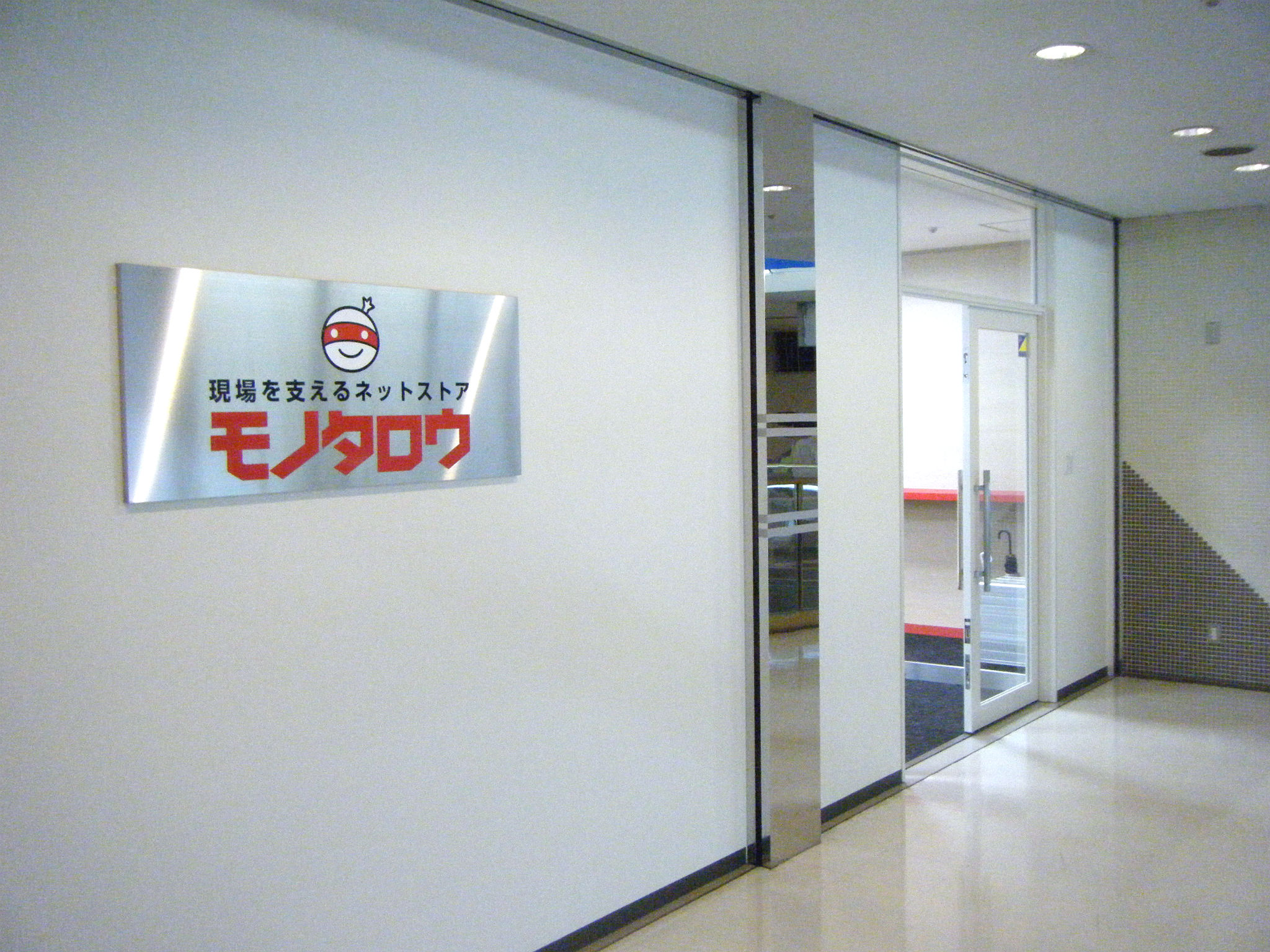
本社入口

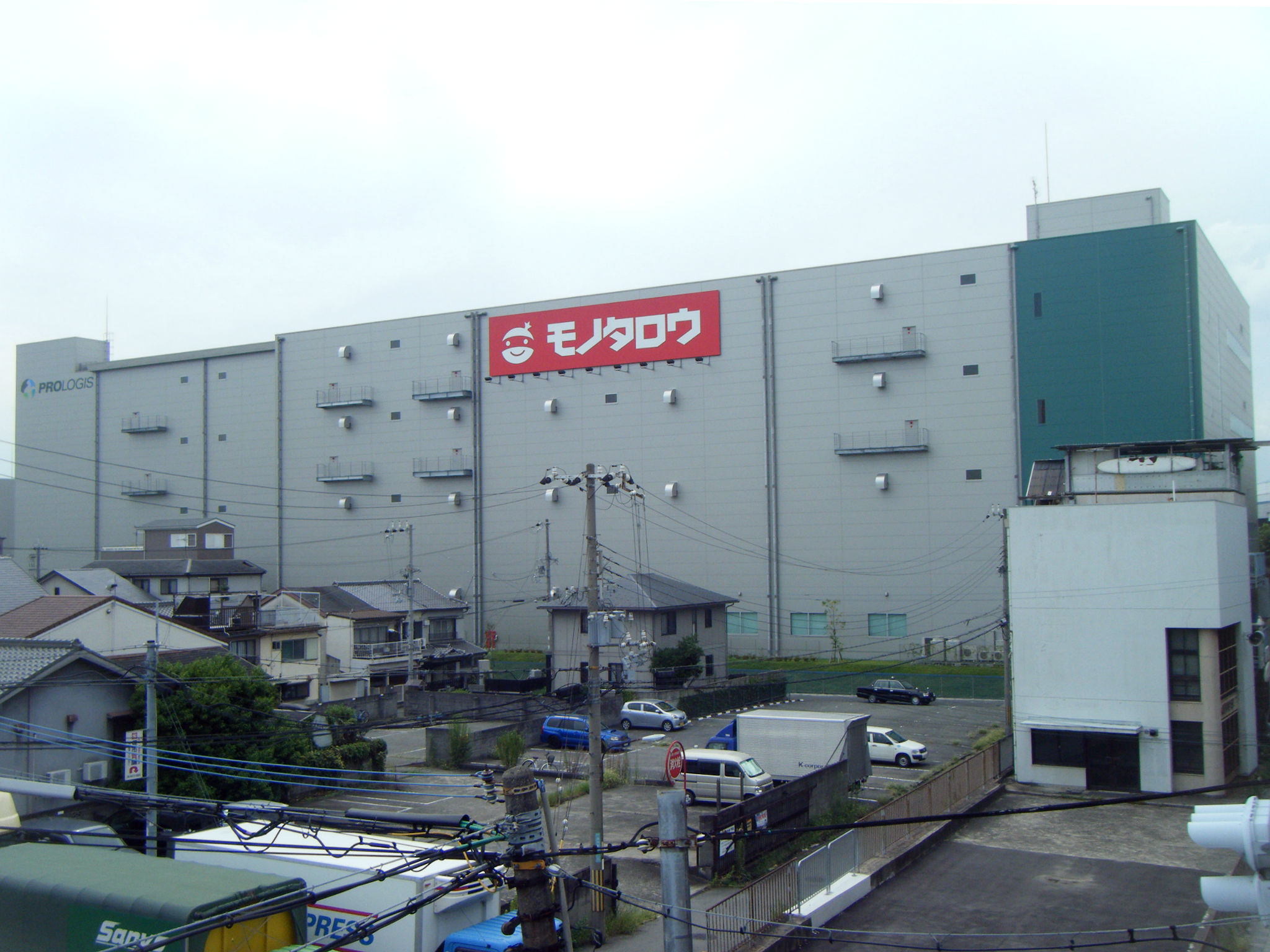
尼崎ディストリビューションセンター（プロロジスパーク尼崎3）

東京で起業したが資材問屋は大阪に偏在していることから業務効率を勘案して大阪府へ移転し、雑居ビルの会議室2部屋程度に5名で創業し、2008年に兵庫県尼崎市へ移転した。
倉庫・物流施設
従来の大阪府東大阪市と大阪市住之江区から尼崎の「プロロジスパーク尼崎3」に集約して約13,000坪の物流センターを稼働した。2011年5月に、東北地方の配送と東北地方太平洋沖地震（東日本大震災）特需に対応するため宮城県多賀城市に約2,500坪の物流センターを開設した。

## 海外での事業展開
同社は韓国、インドネシア、インドにある現地子会社を通じて、同様の事業を展開している。
また、海外向けサイト「monotaro」を通じてシンガポール、マレーシア、フィリピン、台湾、ベトナム、タイ向けに同社製品の国際配送サービスを提供している。

## 沿革
- 2000年
  - 10月 - 住友商事と米国グレンジャー・インターナショナル (Grainger International, Inc.) が出資して「住商グレンジャー株式会社」を大阪府大阪市西区立売堀に設立して野田啓一が社長を務め[12]、事業主向け通販サイト「MonotaRO.com」を開設する。
- 2001年
  - 創業者[4]で取締役の瀬戸欣哉が代表取締役社長[13]となる。
  - 本社を大阪府大阪市中央区安土町[14][15]へ移転する
  - 11月 - 間接資材調達ウェブサイトを全国で展開して本格的に営業を始める。
- 2002年
  - 3月 - 大阪府東大阪市に物流センターとなる1,320m2 のディストリビューションセンターを開設する。
  - 7月23日 - 全日本機械工具商連合会（全機工連）を相手に、東京地方裁判所へ不公正な取引方法差止処分命令を申し立てる[16][17]。
  - 9月4日 - 全機工連から不公正な取引方法を指示する決議を行わないと確約する内容証明を得て申立を取下げる[16][17]。
- 2003年
  - 2月 - ディストリビューションセンターを3,300m2に拡張する。
- 2005年
  - 6月 - ウェブサイトに登録したユーザーの事業所数が10万件となる。
- 2006年
  - 前年に住友商事を退社した瀬戸欣哉が代表執行役社長[13]となる。
  - 2月1日 - 商号を「株式会社MonotaRO」[18]に変更する。
  - 6月 - 一般消費者向け通信販売ウェブサイト「IHC.MonotaRO」を開業する。
  - 12月 - 東証マザーズに上場する。
- 2007年
  - 1月 - ディストリビューションセンターを兵庫県尼崎市西向島町のプロロジスパーク尼崎へ移転して24,000m2[19]とする。
  - 5月 - 配送費無料小物切削工具専門サイト「刃MonotaRO」を開業する。
  - 7月 - 配送費無料ベアリング専門サイト「ベアリングタロウ」を開業する。
- 2008年
  - 3月27日 - 本社を兵庫県尼崎市西向島町へ移転してディストリビューションセンターと統合[20]する。
  - 5月 - 自動車関連業界向け商品販売事業に参入する。
  - 7月 - 事業所向けモバイルサイト「MonotaRO携帯サイト」を開業する。大阪府大阪市住之江区に9,900 m²のディストリビューションセンターを開設する。
  - 9月 - 優良顧客向け「間接資材総合カタログ REDBOOK Vol.4」と「自動車・トラック用品カタログ Vol.1」を発刊する。
  - 10月 - 未登録・新規顧客向け「間接資材総合カタログREDBOOK Vol.4 ベストセレクション」カタログを発刊する。
- 2009年
  - 8月6日 - 住友商事が株式の一部をMonotaROへ売却する。
  - 9月14日 - 株式公開買付けにより、グレンジャー・インターナショナルが親会社となる。
  - 10月 - 「工事用品カタログ」を発刊し、取扱商品がおよそ100万点となる。
  - 11月 - 「経費節減カタログ」を発刊する。
  - 12月18日 - 株式上場を東京証券取引所1部へ変更し、住友商事が全株式を放出する。
- 2010年
  - 4月 - 海外輸出事業を始める。
  - 5月 - プライベートブランド「大阪魂」を発売する。
  - 10月 - 「科学研究・開発用品カタログ」を発刊する。
- 2011年
  - 2月 - 大阪府大阪市住之江区のディストリビューションセンターを尼崎市に統合して拡張し、28,000m2とする。
  - 3月 - 「オフィス・店舗用品カタログ」発刊する。
  - 5月26日 - 宮城県多賀城市に8,346m2の多賀城物流センター[11]を開設する。
  - 7月 - 建材販売の新会社「K-engine（ケーエンジン）」を設立する。
  - 10月 -「間接資材総合カタログ　RED BOOK Vol.7」7分冊で発刊する。
- 2012年
  - 1月 - プライベートブランド「男前MonotaRO」を発売する。
  - 3月 - 鈴木雅哉が代表執行役社長[21]となり、在庫商品種類が6万5000点となる。
  - 7月 - 「当日出荷カタログVol.1」発刊。
- 2013年
  - 1月 - 韓国でMRO (maintenance, repair and operation) 事業を始める。
  - 6月 - 登録ユーザー数が100万件となる。
  - 9月 - 中小企業向け営業支援サービスを始める。
  - 10月1日 - 企業ロゴをローマ字表記からカタカナ表記に変更[22]し、東南アジア向けサイトを開設する。
- 2014年
  - 1月 - 本社を兵庫県尼崎市竹谷町へ移転する。
  - 3月26日 - 取締役兼代表執行役会長の瀬戸欣哉が代表執行役を退任し、取締役会長[5]となる。
  - 7月1日 - プロロジスパーク尼崎3に44,000m2の尼崎ディストリビューションセンターを開設する[10]。
- 2015年
  - 5月 - 医療・介護用品販売事業を始める。
- 2016年
  - 5月17日 - 従来はログイン、問い合わせ、注文手続きなど機密性が高いデータを送受信するページに限りHTTPSプロトコルを使用していたが、この日からサイト全部を常時SSL化（常時HTTPS化）した[23]。
  - 7月 - 登録ユーザー数が200万件となる。
  - 9月 - 取扱点数が1000万点となる。
  - 10月 - インドネシアでMRO事業を始める。
  - 12月 - 在庫点数が30万点になる。
- 2017年
  - 3月 -  茨城県笠間市に56,200m2の笠間ディストリビューションセンターを開設する。
  - 12月 -  北海道札幌市東区に990m2の北海道ディストリビューションセンターを開設する。
- 2022年
  - 4月 - 兵庫県川辺郡猪名川町のプロロジスパーク猪名川1に猪名川ディストリビューションセンターを開設する。
  - 12月 - 尼崎ディストリビューションセンターを閉鎖、猪名川ディストリビューションセンターに完全移行[24]。
- 2023年
  - 11月 - 本社を大阪府大阪市北区梅田のJPタワー大阪に移転[25]。

## 事業所
本社
大阪府大阪市北区梅田三丁目2番2号 JPタワー大阪22階
猪名川ディストリビューションセンター
兵庫県川辺郡猪名川町差組字小谷101-1 プロロジスパーク猪名川1
東京オフィス
東京都港区赤坂4-1-33 赤坂中西ビル4F
梅田サテライトオフィス
大阪府大阪市北区梅田2-2-2 ヒルトンプラザウエスト オフィスタワー 13F
名古屋オフィス
愛知県名古屋市中村区名駅四丁目13-7 西柳パークビル 7F
笠間ディストリビューションセンター
茨城県笠間市平町1877-3
茨城中央サテライトセンター
茨城県東茨城郡茨城町中央工業団地3番8号
名古屋サテライトセンター
愛知県名古屋市中区大須三丁目1-10 名古屋中郵便局内

## 提供番組
※現在・過去の分含む。
- 伊集院光とらじおと（終了） - TBSラジオで月〜木曜日の9時23分頃。
- 有馬隼人とらじおと山瀬まみと（終了） - TBSラジオで金曜日の9時23分頃。
- TOKYO FM トラフィックレポート - TOKYO FMで月 - 金曜日の10時26分頃。（Blue Ocean内で放送）
- 子守康範 朝からてんコモリ!（終了） - MBSラジオで平日7時台日替わりコーナーのスポンサー。
- ドッキリ!ハッキリ!三代澤康司です - 朝日放送ラジオで月〜木曜日の11時の時報スポンサー。
- きっちり!まったり!桂吉弥です - 朝日放送ラジオで金曜日の11時の時報スポンサー。
- M's Groove - FM COCOLOで月〜木曜日の11時25分頃の交通情報のスポンサー。
- PRIME STYLE - FM COCOLOで金曜日の交通情報のスポンサー。

## 事件
スプレー缶爆発事故と社員の死亡
2019年7月6日、大阪府高槻市内の産業廃棄物処理業者で、モノタロウが持ち込んだスプレー缶約3,000本がガス抜き作業中に爆発し、モノタロウの社員とモノタロウの下請け業者の社員、産廃業者社員の息子の3人が死亡し、モノタロウ社員の息子が一時意識不明の重体となったが、その後回復した。
2020年2月13日、大阪府警察は、ガス漏出致傷と消防法違反容疑などで、死亡した3人や産廃業者の取締役ら計5人を書類送検し、スプレー缶の運搬を無許可の業者に委託したとして廃棄物処理法違反の疑いで法人としてのモノタロウも書類送検した。11月9日、大阪地方検察庁は産廃業者の取締役をガス等漏出致傷罪で在宅起訴し、3人は容疑者死亡のため、法人としてのモノタロウは嫌疑不十分のため不起訴処分とした。